# Paixão de Outono
Paixão de Outono é uma telenovela brasileira que foi produzida pela Rede Globo e exibida entre 14 de setembro e 1 de dezembro de 1965 em 50 capítulos, sendo substituída por Um Rosto de Mulher. Foi a 3ª "novela das dez" exibida pela emissora.
Escrita por Glória Magadan e dirigida por Líbero Miguel, Sérgio Britto e Fernando Torres.

## Sinopse
Alberto (Walter Forster) é casado com Linda (Rosita Thomaz Lopes), uma mulher confiante e egoísta, a qual despreza Verônica (Yara Lins), que é apaixonada por seu marido. Insegura, Verônica desiste de continuar lutando por seu amor.

## Elenco
| Ator                | Personagem      |
| ------------------- | --------------- |
| Yara Lins           | Verônica        |
| Walter Forster      | Alberto Andrade |
| Rosita Thomaz Lopes | Linda           |
| Reginaldo Faria     | César           |
| Leila Diniz         | Maria Luísa     |
| Dirce Migliaccio    | Célia           |
| Emiliano Queiroz    | Roque           |
| Thelma Elita        | Luciana         |
| Irene Ravache       | Lígia           |
| Jaime Costa         | Raul            |